# ブギウギラジオ
『ブギウギラジオ』は、2006年4月3日から2011年4月1日までKBCラジオで放送されていたワイド番組である。放送時間は毎週月曜 - 金曜 9:00 - 12:00 （日本標準時）。
前番組『スター高橋 ドッキリ!マル秘報告』に出演していたスター高橋と、CROSS FMナビゲーターのTOGGYをメインパーソナリティに起用。高橋は月曜 - 水曜担当で、TOGGYは木曜 - 金曜担当。他に後藤真弓がサブパーソナリティとして出演しており、こちらは全日担当。

## コーナー

### 現在放送中のコーナー[いつ?]
- 今朝のトクダネ
- スポーツ今朝の主役 - アスリートを毎日1人ピックアップして紹介。元は『TOYOTAスポーツ人間模様』として放送していたが、『中村もときの通勤ラジオ』内へ移動のためにタイトルを変更。
- ラジオぽてっと体操（火曜日）
- 純喫茶・谷村新司（文化放送製作）
- 話題のツボ
- ひまわり号レポート
- 徳永玲子の絵本の時間 おはなしマラソン（金曜）
- 長浜スクランブル
- Star's GOURMET （月曜 - 水曜）
- TOGGY's GOURMET （木曜 - 金曜）
- テレフォン人生相談（ニッポン放送製作）
- なごみ堂
- 久光製薬 リラックスタイム（企画ネット番組）
- ラジオショッピング（9:25頃・11:45頃）
- レースガイド（9:58頃・10:58頃）
- KBC朝日新聞ニュース（9:54頃・10:54頃・11:50頃）
- KBC天気予報（9:56頃・10:56頃・11:52頃）
- KBC交通情報（9:30頃・10:30頃）

### 過去に放送したコーナー
- ザ・モール小倉とれたて情報（月曜）
- 八女っ娘・一平ちゃんが行く（水曜）